# Бебок
Бебок (рус. Бабай, пољ. Bebok, укр. Бабайко) је биће из словенске митологије, врло слично Бубушу. Према веровању, Бебок отима децу која не спавају ноћу или су неваљала.

## Опис
Бебок се ретко описује, тако да га деца могу замислити у оном за њих најстрашнијем облику. Међутим, понекад се Бебок описује као мрачан и искривљени старац. Има неке физичке недостатке, као што су храмљање, недостатак удова итд. Он има торбу и штап. Верује се да живи у шуми, у мочвари или у башти. Ноћу лута улицама и ставља у торбу оне који га сретну на путу. Шетајући поред кућа, Бебок стоји близу прозора и посматра децу. Ако су будни, он почиње да производи застрашујуће звукове, као што су шуштање, шкрипање и куцање на прозору. Такође, Бебок се понекад може сакрити испод кревета детета, а може их отети ако устану из кревета.
Бебок се често помиње у успаванкама.
Сам назив Бебок се верује да долази из турског језика. Са татарског језика се преводи као „деда“, „старац“.